# Fairey Firefly (1925)
Die Fairey Firefly war ein britischer einsitziger leichter Jagd-Doppeldecker, der in Lizenz auch in Belgien von Avions Fairey mit aus England gelieferten Bauteilen montiert wurde. Die belgischen Luftstreitkräfte rüsteten ihre Jagdstaffeln mit der Version Firefly IIM aus.

## Geschichte
Die Firefly wurde von Marcel Lobelle ab März 1924 mit einem Curtiss D-1212-Zylinder-V-Motor konzipiert und konstruiert. Fairey baute die erste Version Firefly I zwar ohne staatlichen Auftrag, bezog aber nach einer Anfrage beim Air Ministry dessen Anforderungen für einsitzige Jagdflugzeuge in die Konstruktion mit ein. Der Erstflug der Firefly I fand am 9. November 1925 statt. Das Air Ministry kaufte nur eine  Maschine dieser Version an, da es für weitere Beschaffungen der Firefly die Verwendung eines britischen Triebwerks verlangte. Fairey versuchte danach die Firefly I auf Basis des Rolls-Royce-F.11-Motors umzukonstruieren, der das Flugzeug jedoch so schwer werden ließ, dass Fairey sich entschloss die Arbeiten hieran nicht fortzuführen.

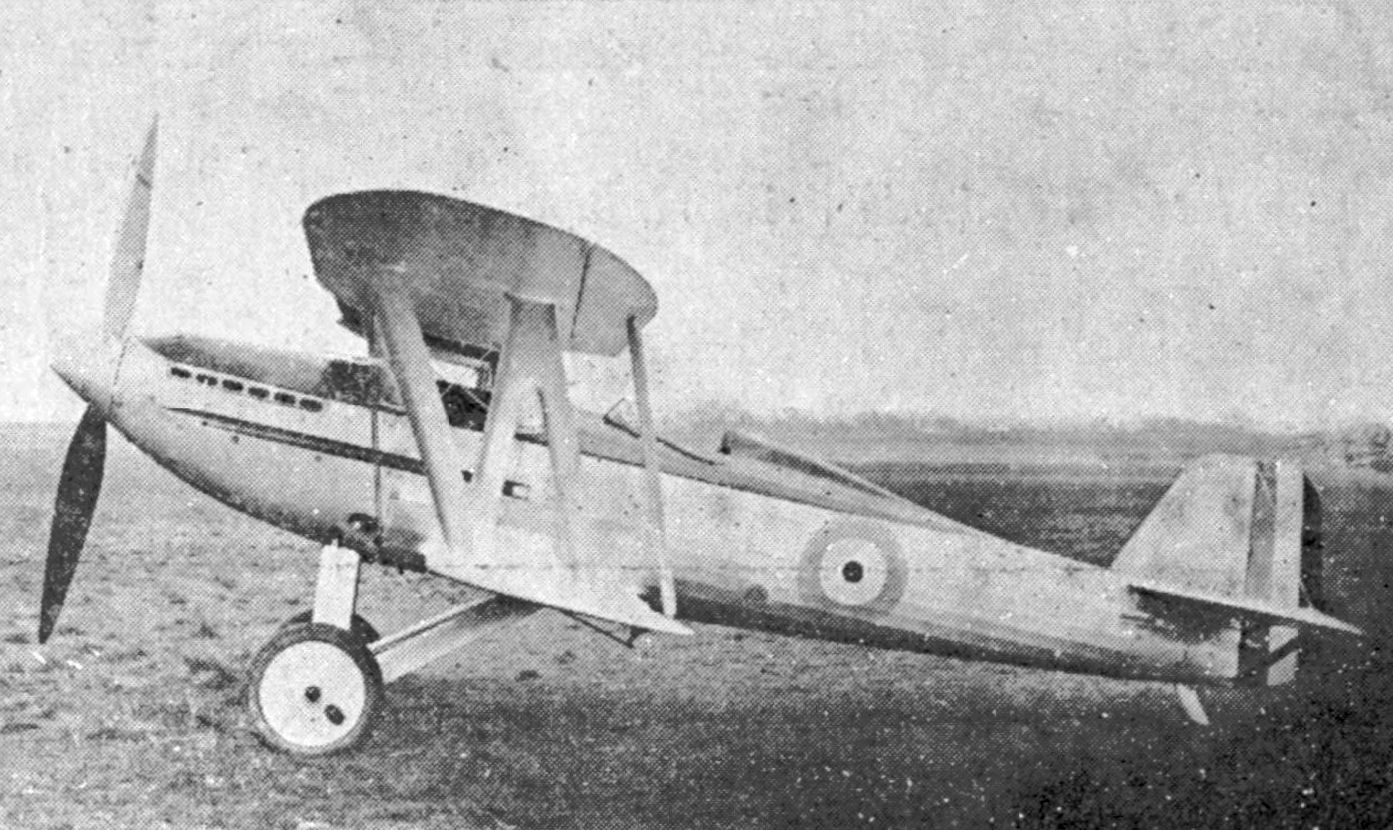
Firefly II in der ursprünglichen Form, 1929

Im Jahr 1927 gab das Air Ministry die Anforderungen für die Ausschreibung F.20/27 für einen einsitzigen Abfangjäger mit hoher Steigfähigkeit heraus. Im Jahr darauf wurde diese um die vorgeschriebene Verwendung des F.XI-Triebwerks erweitert. Fairey konstruierte daraufhin die neue Firefly II mit einer Zellenstruktur in Gemischtbauweise. Die neue Maschine hatte ihren Erstflug am 5. Februar 1929. Später wurde die einzige gebaute Firefly II erheblich umkonstruiert und erhielt als Version IIM eine Ganzmetall-Zelle. Die Firefly IIM flog zum ersten Mal am 6. Januar 1930. Die Versionen Mk.II und Mk.IIM unterschieden sich beide erheblich von dem Ausgangsmuster Firefly Mk.I. Firefly II und IIM erhielten beispielsweise stark gestaffelte Tragflächen mit N-Stielen als Verbindungselemente und wurden von einem 480 PS leistenden Rolls-Royce F.XIS, der 1930 in Kestrel IIS umbenannt wurde, angetrieben. Bei der Firefly IIM tauschte man den einziehbaren Kühler und das Oberflächenkühlsystem gegen einen festen, zwischen den Fahrwerksbeinen angeordneten Kühler aus. Die Drahtverbindungen zwischen den oberen und unteren Querrudern wurden durch Stoßstangen ersetzt. Bei einem Vergleichsfliegen 1929 unterlag die Firefly IIM der Hawker Hornet, die später als Hawker Fury weiterentwickelt wurde, weshalb das britische Verteidigungsministerium keinen Serienauftrag erteilte.
Bei einer RAF-Schau im Juni 1930 in Hendon wurde auch der Prototyp Firefly IIM ausgestellt und zog die Aufmerksamkeit einiger ausländischer Besucher, unter ihnen eine belgische Gruppe, auf sich. Im Juli 1930 führte Fairey die Maschine in Belgien einem Vergleichsfliegen mit der Avia B.H.33 und der Dewoitine D.27 vor. Im Spätsommer 1930 erteilte die belgische Militärbehörde einen ersten Auftrag über 25 Maschinen, wobei beabsichtigt war möglichst bald auch Flugzeuge in Belgien zu montieren. Danach folgte ein weiterer Auftrag über 20 Firefly II. Am 12. September 1931 wurde die Gesellschaft Avions Fairey sechs Monate nach Beginn der Bauarbeiten für einen Montagebetrieb in der Nähe von Charleroi, gegründet. Wahrscheinlich wurden nach Auslieferung des ersten Bauloses der 25 in England gebauten Flugzeuge, weitere 63 Maschinen in Belgien bei Avions Fairey aus Teilen endmontiert, die aus dem englischen Fairey-Werk geliefert wurden.

## Konstruktion
Die Firefly IIM war ein Doppeldecker mit ungleich großen Flächen und bestand hauptsächlich aus Metall. Die Flügel waren mit N-Streben verbunden und mit Profildrähten verspannt. Bewaffnet war die Maschine mit zwei starr eingebauten MG, die in greifbarer Nähe zum Flugzeugführer in der Rumpfseitenwand eingebaut waren. Beide waren mit einer Steuerung zum Motor verbunden und schossen durch den Propellerkreis. Zur Ausrüstung gehörten des Weiteren ein Sauerstoffgerät und eine Radioempfangs- und Sendestation.

## Technische Daten
| Kenngröße             | Daten Firefly IIM                                                                              |
| --------------------- | ---------------------------------------------------------------------------------------------- |
| Besatzung             | 1                                                                                              |
| Länge                 | 7,50 m                                                                                         |
| Spannweite            | 9,30 m                                                                                         |
| Höhe                  | 2,80 m                                                                                         |
| Flügelfläche          | 22,00 m²                                                                                       |
| Leermasse             | 1120 kg                                                                                        |
| Startmasse            | 1478 kg                                                                                        |
| Höchstgeschwindigkeit | 292 km/h in Meereshöhe 358 km/h in 4000 m Höhe 331 km/h in 6000 m Höhe 310 km/h in 8000 m Höhe |
| Steiggeschwindigkeit  | 610 m/min in Meereshöhe                                                                        |
| Steigzeit             | 19:06 min auf 26.000 ft (ca. 7.920 m)                                                          |
| Dienstgipfelhöhe      | 9400 m                                                                                         |
| Reichweite            | 650 km                                                                                         |
| Triebwerke            | ein Rolls-Royce Kestrel IIS mit 530 PS (390 kW)                                                |
| Bewaffnung            | zwei 7,7-mm-Vickers-MG mit zusammen 1150 Schuss                                                |